# Lume Filmes
Lume Filmes é uma produtora e distribuidora de filmes criada no Brasil em 2006. A empresa também é  responsável por organizar mostras e festivais de cinema como a Mostra Cine São Luís e o Festival Internacional LUME de Cinema (ou Festival Internacional de Cinema do Maranhão), criado em 2011. Possui três complexos de cinemas, nas cidades de Goiânia, São Luís e Balsas. Também tem um canal de VOD, (o Indie Cine), uma revista virtual (a Lume Scope), e uma escola (a Escola Lume de Cinema, na cidade de São Luís).

## Histórico
A fundação da distribuidora tem como antecedente uma locadora de filmes que pertencia a Frederico Machado, o fundador da Lume Filmes. Maxhado vem de uma família com histórico artístico, tendo ele mesmo ganhado prêmios com suas produções. Em 2011 a Lume Filmes teve um faturamento de 2,1 milhões de reais, valor 20% maior que o ano anterior.

## Obras e prêmios
Como produtora teve obras premiadas e selecionadas para mostras e festivais de cinema, como a Mostra de Cinema de Tiradentes, Festival do Rio, Dresden Film Festival, Valência International Film Festival, San Diego Film Festival, Thessaloniki International Film Festival, Kitzbuhel Film Festival, Tokyo International Film Festival, Mostra Internacional de São Paulo, dentre outros.